# Кшиштоф Камил Бачињски
Кшиштоф Камил Бачињски (пољ. Krzysztof Kamil Baczyński; Варшава, 22. јануар 1921 — Варшава, 4. август 1944) је био пољски песник јеврејског порекла. Спада у ратне песнике, а био је и војник Пољске домовинске армије. Умро је за време Варшавског устанка. Писао је под псеудонимима: Јан Бугај (Jan Bugaj), Емил (Emil), Јан Кшиски (Jan Krzyski), Кшиштоф (Krzysztof), Пјотр Смугош (Piotr Smugosz), Кшиштоф Зјелињски (Krzysztof Zieliński) и Кшис (Krzyś). Био је син Станислава Бачињског (Stanisław Baczyński) социјалисте, војника Пољских Легиона (Legiony Polskie), писца и књижевног критичара. Мајка му је била Стефанија Зјечењчик (Stefania Zieleńczyk), католик пореклом из асимилиране јеврејске породице, учитељица и писац школских уџбеника. Године 1947. је посмртно одликован орденом за Варшаву (Medal za Warszawę) и Крстом Домовинске армије (Krzyż Armii Krajowej).